# Zonderling
Zonderling ist ein niederländisches Musikduo der EDM. Es besteht aus Martijn van Sonderen und Jaap de Vries. Während Martijn sich eher auf die Produktion konzentriert, legt Jaap im Namen des Duos live auf.

## Geschichte
Martijn van Sonderen von Noisia startete „Zonderling“ zuerst als eigenes Side-Project neben der erfolgreichen Drum and Bass Gruppe. Später holte dieser Jaap de Vries, einen Manager seines anderen Projekts, mit ins Boot. Der Name des Duos leitet sich vom niederländischen Wort für „Sonderling“ ab und bezieht sich auch auf den Nachnamen van Sonderen.
2012 wurde der Song Sonderling über das Label Klopfgeist veröffentlicht. Der Track machte in der Electronic-Music-Szene die Runde und erreichte innerhalb kurzer Zeit drei Millionen Views auf YouTube. Danach wurde es mehrere Jahre ruhig um das Duo.
2014 folgten die nächsten Tracks, diesmal über das Spinnin’ Records-Unterlabel SPRS.
2016 erschienen die beiden Singles Crazy for You und Keep On in Kollaboration mit der US-amerikanischen Sängerin Bishøp. Anschließend tourten die beiden mit Oliver Heldens durch die Vereinigten Staaten. 2018 arbeiten sie erstmals mit Lost Frequencies zusammen und erreichten mit der Single Crazy ihre erste Chartplatzierung in den internationalen Charts.
2020 erschien mit Love to Go eine weitere gemeinsame Single mit Lost Frequencies und Kelvin Jones.

## Diskografie
Alben
- 2022: Ondertitel

EPs
- 2017: Cluster EP

Singles
- 2012: Sonderling
- 2014: Pruillip
- 2014: Zonnewind
- 2014: Zinderlong
- 2015: Telraam
- 2015: Crazy for You (feat. Bishøp)
- 2016: Keep On  (feat. Bishøp)
- 2016: Be Free
- 2017: Crazy (mit Lost Frequencies)
- 2017: Remedy (feat. Mingue)
- 2018: Lee (mit Moguai)
- 2018: Nightcall (feat. Kye Sones)
- 2018: No Good (mit Don Diablo)
- 2019: I Do (feat. Andreas Moss)
- 2019: Over (Zonderling Edit) (mit Dannic & Promise Land)
- 2019: Imaginary
- 2019: Spotlight
- 2019: Lifetime (feat. Josh Cumbee)
- 2020: Clouds (mit No Signe)
- 2020: Love to Go (mit Lost Frequencies & Kelvin Jones)
- 2020: Apart (mit Magnificence)
- 2021: Spannend
- 2021: Zonder
- 2021: Kronkel
- 2021: Verwarring
- 2021: Breng
- 2022: Huil (mit Imanu)